# Гвелф (Онтарио)
Гвелф (енгл. Guelph) је град у Канади у покрајини Онтарио. Према резултатима пописа 2011. у граду је живело 121.688 становника.

## Становништво
Према резултатима пописа становништва из 2011. у граду је живело 121.688 становника, што је за 5,9% више у односу на попис из 2006. када је регистровано 114.943 житеља.
| 2006.   | 2011.   | 2016.   |
| ------- | ------- | ------- |
| 114.943 | 121.688 | 131.794 |

## Партнерски градови
- Лорија
- Кастелфранко Венето